# Werder Bremen (Frauenfußball)
Der Sport-Verein „Werder“ v. 1899 e. V., bekannt als SV Werder, SV Werder Bremen oder Werder Bremen ist ein Sportverein aus Bremen. Die erste Fußballmannschaft der Frauen spielt seit dem Aufstieg im Jahre 2020 in der Bundesliga. Zuvor spielte das Team für ein Jahr in der 2. Bundesliga.

## Geschichte

### Anfänge in den 1970er Jahren
Ein Anfang der 1970er Jahre gegründetes Frauenteam, das 1974 in der Endrunde zur ersten Deutschen Meisterschaft mitgespielt hatte, war nach wenigen Jahren wieder aufgelöst worden.

### 2007 bis 2009: Neugründung und Durchmarsch in 2. Liga
Erst Anfang des Jahres 2007 reetablierte der SV Werder eine Frauenabteilung, nachdem der Bremer Fußball-Verband den Sportverein im Herbst 2006 gebeten hatte, diese zu gründen, um die Abwanderung von talentierten Spielerinnen ins niedersächsische Umland einzudämmen. Zuvor hatte es der Verein stets abgelehnt, erneut eine eigenständige Frauenfußballabteilung zu betreiben und dies mit dem Platzmangel auf dem Gelände der Pauliner Marsch gerechtfertigt.
In der Saison 2007/08 haben ein Frauen- und ein B-Juniorinnen/U17-Team den Spielbetrieb aufgenommen. Sowohl die Mädchen- als auch die Frauenmannschaft wurden in Zusammenarbeit mit dem Bremer Fußballverband aus den leistungsstärksten Spielerinnen aus Bremen und Umgebung gebildet. Über 300 Spielerinnen hatten sich um einen Platz in den Kadern beworben. Am 8. Mai 2007 wurden die zwei Teams dann der Presse vorgestellt. Zur Frauenmannschaft gehörten Britta und Lara Möhlmann sowie Eva-Marlen Votava, die Töchter der ehemaligen Werder-Profis Benno Möhlmann und Mirko Votava. Trainiert wurde die Frauenmannschaft in dieser Saison von Frank Schwalenberg, der bereits beim FSV Frankfurt eine Bundesligamannschaft gecoacht hatte. Mit der Zielsetzung binnen vier Jahren in die 2. Bundesliga aufzusteigen war die Frauenmannschaft in der Verbandsliga Bremen gestartet. Die beiden Auswahlteams spielten zu Beginn noch auf dem Gelände der Universität Bremen. In der ersten Saison konnten die Spielerinnen alle Saisonspiele gewinnen und wiesen ein Torverhältnis von 162:0 auf.
In der Aufstiegsrunde zur Regionalliga Nord traf man auf den Niendorfer TSV (Hamburg) (2:1) sowie den Ratzeburger SV (Schleswig-Holstein) (1:1) und qualifizierte sich, begünstigt durch einen Sieg des Ratzeburger SV über den Niendorfer TSV, für die höhere Liga. In der folgenden Regionalligasaison 2008/09 lieferte sich die Werderelf ein spannendes Kopf-an-Kopf-Rennen mit dem BV Cloppenburg, welches die Bremerinnen mit einem Punkt Vorsprung für sich entscheiden konnten, und schafften somit binnen zwei Jahren den Aufstieg in die 2. Bundesliga. In der ersten Runde des DFB-Pokals gelang den Bremer Spielerinnen ein überraschender 2:1-Sieg gegen den Zweitligisten Blau-Weiß Hohen Neuendorf, sie unterlagen jedoch in der zweiten Runde dem FCR 2001 Duisburg mit 1:10.

### 2009 bis 2014: Feste Größe in der 2. Bundesliga
Der Aufstieg in die 2. Bundesliga hielt einige Herausforderungen bereit, weshalb sich der sportliche und organisatorische Bereich neu aufstellen musste. Mit Lisa-Marie Scholz, Maren Wallenhorst, Lea Notthoff und Maria Doll konnte man vier erfahrene Zweitliga-Spielerinnen gewinnen. Weiterhin sorgte die Verpflichtung der kenianischen Nationalspielerin Doreen Nabwire Omondi für mediale Aufmerksamkeit. Auch das Trainerteam bekam zur Winterpause Verstärkung. Holger Stemmann führte die Bremerinnen mit Cheftrainerin Birte Brüggemann am Ende auf den 7. Tabellenplatz. Im DFB-Pokal konnte sich die Mannschaft nach Siegen gegen ATS Buntentor (8:0) und Blau-Weiß Hohen Neuendorf (4:1) erstmals für das Achtelfinale qualifizieren, wo sie jedoch gegen den FSV Gütersloh 2009 mit 1:5 verloren.
In den folgenden drei Spielzeiten erreichte Werder jeweils den fünften Rang und konnte sich somit als Spitzenmannschaft etablieren. Im DFB-Pokal konnte man sich in dieser Zeit einmal für die 2. Runde und zweimal für das Achtelfinale qualifizieren. In der Saison 2013/14 erzielte man mit dem 3. Rang erneut einen neuen Spitzenwert und konnte sich auch im DFB-Pokal nach Siegen gegen 1. FFC Recklinghausen (14:1), 1. FC Lübars (2:1) und VfL Bochum (3:1) erstmals ins Viertelfinale durchschlagen, wo gegen den 1. FFC Frankfurt (0:8) jedoch Endstation war.

### 2014 bis 2020: Pendeln zwischen 1. und 2. Bundesliga
Nach dem frühen Ausscheiden im DFB-Pokal in der 2. Runde gegen den Erstligisten SGS Essen (1:5), lief die Saison 2014/15 umso erfolgreicher. Da der 1. FC Lübars keinen Lizenzantrag für die Bundesliga gestellt hatte und der 1. FFC Turbine Potsdam II für die Bundesliga nicht spielberechtigt ist, konnte sich Werder bereits am vorletzten Spieltag – zu dieser Zeit auf Platz 2 stehend – erstmals für die erste Liga qualifizieren.
Mit dem Aufstieg einher kam die Ablösung der Trainerin Chadia Freyhat, da die 1. Bundesliga einen hauptamtlichen Trainerposten vorsieht. Berufssoldatin Freyhat gab das Amt ab und wurde durch Steffen Rau abgelöst.
Der erste Bundesliga-Sieg konnte direkt am ersten Spieltag eingefahren werden. Gegen den Mitaufsteiger 1. FC Köln gewannen die Bremerinnen mit 6:2. Der Rest der Hinrunde lief jedoch weniger erfolgreich, wobei kein weiterer Sieg errungen werden konnte. Somit überwinterte Werder auf dem 11. Platz. Im DFB-Pokal erreichten die Bremerinnen das Viertelfinale, wo sie jedoch gegen den amtierenden Meister FC Bayern München in der Verlängerung mit 0:3 verloren. Bis zum Saisonende konnten noch zwei weitere Siege erzielt aber der 11. Tabellenplatz nicht mehr verlassen werden. Somit stieg die Mannschaft nach nur einer Saison wieder in die 2. Bundesliga ab. Nach dem Abstieg im Jahr 2016 gelang jedoch mit der Meisterschaft 2017 in der 2. Bundesliga der sofortige Wiederaufstieg, trennte sich aber vom Aufstiegstrainer Steffen Rau. Am 26. Juni 2017 gab man bekannt, dass die ehemalige Fußballspielerin des FC Bayern München Carmen Roth den vakanten Cheftrainerposten übernimmt.
In der Saison 2017/18 gelang den Bremerinnen als Tabellenzehnter erstmals der Klassenerhalt in der ersten Bundesliga. In der Folgesaison stand am Ende jedoch der abermalige Abstieg in die Zweitklassigkeit fest. Trainerin Carmen Roth wurde nach Saisonende durch Alexander Kluge ersetzt. Mit 12 Siegen und 4 Unentschieden gelang den Bremerinnen ungeschlagen der sofortige Wiederaufstieg in die 1. Bundesliga.

### Seit 2020: Etablierung in der 1. Bundesliga
Die Spielzeit 2020/21 stand ganz im Zeichen des Kampfes gegen den Abstieg. Am 1. April 2021 wurde Cheftrainer Alexander Kluge nach einer 2:3-Niederlage gegen den SV Meppen, sowie nur drei Punkten Vorsprung auf die Abstiegsplätze, durch Thomas Horsch ersetzt. Horsch galt zunächst als Interimslösung, nach einem 9. Platz und dem geglückten Klassenerhalt durfte er jedoch weiter machen. In der darauffolgenden Spielzeit gelang den Bremerinnen abermals als Tabellenneunter der vorzeitige Klassenerhalt, obwohl die Mannschaft in 22 Spielen nur 9 Tore erzielte und damit die schlechteste Offensive der Liga bildete, neben den Absteigerinnen des FC Carl Zeiss Jena. Nach dem 8. Platz in der Saison 2022/23 erreichten die Bremerinnen 2023/24 mit dem 7. Platz ihre bisher beste Endplatzierung in der 1. Bundesliga. 
In der Saison Saison 2024/25 gelang es den Werderanerinnen sich im Tabellenmittelfeld der Liga festzusetzen und frühzeitig den Klassenerhalt zu sichern, wie in der Vorsaison wurde es am Ende der 7. Tabellenplatz und mit 29 Punkten konnte ein neuer Vereinsrekord aufgestellt werden. Im DFB-Pokal schafften es die Bremerinnen erstmals bis ins Finale vorzustoßen. Im Halbfinale gewann man beim Hamburger SV mit 3:1 nach Verlängerung. Das Nordderby wurde im ausverkauften Hamburger Volksparkstadion vor 57.000 Zuschauern ausgetragen, womit ein neuer Zuschauerrekord für ein Frauenfußballspiel im deutschen Vereinsfußball aufgestellt werden konnte. Das Finale am 1. Mai 2025 ging mit 2:4 gegen den FC Bayern München verloren. Am 1. April 2025 verkündete der SV Werder, dass Friederike Kromp Thomas Horsch zur Saison 2025/26 als Trainer ablösen wird. Horsch hatte bereits Mitte Februar verkündet, seinen zu Saisonende auslaufenden Vertrag nicht verlängern zu wollen.

## Spielerinnen und Trainer

### Kader der Saison 2025/26
Stand: 26. Juli 2025
(Sortierung nach Trikotnummer)
| 01 | Vanessa Fischer    | Deutschland        |
| 30 | Sinem Özdemir      | Turkei Deutschland |
| 39 | Mariella El Sherif | Osterreich         |

| 02 | Chiara D’Angelo      | Osterreich         |
| 04 | Kaylie Ronan         | Vereinigte Staaten |
| 05 | Michelle Ulbrich     | Deutschland        |
| 14 | Michaela Brandenburg | Deutschland        |
| 15 | Michelle Weiß        | Deutschland        |
| 21 | Caroline Siems       | Deutschland        |
| 23 | Hanna Németh         | Ungarn             |
| 24 | Lara Schmidt         | Deutschland        |
| 25 | Lina Szaraz          | Deutschland        |
| 33 | Maria Penner         | Deutschland        |

| 06 | Reena Wichmann   | Deutschland            |
| 08 | Amira Arfaoui    | Schweiz Tunesien       |
| 13 | Ricarda Walkling | Deutschland            |
| 17 | Amira Dahl       | Deutschland Indonesien |
| 18 | Lina Hausicke    | Deutschland            |
| 19 | Saskia Matheis   | Deutschland            |
| 22 | Rieke Dieckmann  | Deutschland            |
| 27 | Sharon Beck      | Israel Deutschland     |
| 28 | Juliane Wirtz    | Deutschland            |
| 29 | Melina Kunkel    | Deutschland            |

| 07 | Larissa Mühlhaus | Deutschland            |
| 09 | Medina Dešić     | Montenegro Deutschland |
| 10 | Tuana Mahmoud    | Deutschland Turkei     |
| 11 | Maja Sternad     | Slowenien Deutschland  |
| 16 | Emőke Pápai      | Ungarn                 |
| 20 | Lena Petermann   | Deutschland            |
| 31 | Verena Wieder    | Deutschland            |

#### Wechsel zur Saison 2025/26
| Michelle Ulbrich (FC Bayern München – Leihende) |
| Vanessa Fischer (1. FFC Turbine Potsdam)        |
| Lena Petermann (Leicester City)                 |
| Medina Dešić (1. FC Nürnberg)                   |
| Michelle Weiß (TSG 1899 Hoffenheim)             |
| Chiara D’Angelo (SKN St. Pölten)                |
| Lina Szaraz (eigener Nachwuchs)                 |
| Sinem Özdemir (eigener Nachwuchs)               |
| Mariella El Sherif (FC Carl Zeiss Jena)         |

| Sophie Weidauer (1. FC Union Berlin)   |
| Lena Dahms (James Madison Dukes)       |
| Livia Peng (FC Chelsea)                |
| Catalina Pérez (Racing Straßburg)      |
| Sofja Ņesterova (Górnik Lęczna)        |
| Amani Mahmoud (1. FFC Turbine Potsdam) |
| Jette Behrens (vereinslos)             |
| Johanna Wende (First Vienna FC 1894)   |

#### Wechsel während der Saison 2024/25
| Kaylie Ronan (Notre Dame Fighting Irish) |
| Amani Mahmoud (eigener Nachwuchs)        |

| Michelle Ulbrich (Leihe zum FC Bayern München bis zum 30. Juni 2025) |
| Jasmin Sehan (Karriereende)                                          |
| Christin Meyer (Hamburger SV)                                        |

### Bekannte ehemalige Spielerinnen
- Marie-Louise Eta
- Doreen Nabwire Omondi
- Maike Timmermann
- Manjou Wilde
- Pia-Sophie Wolter
- Selina Cerci
- Cindy König
- Nina Lührßen
- Sophie Weidauer
- Livia Peng
- Catalina Pérez

Das Team der 1970er
- Inge Becker (geb. Pfaff)
- Manfred Becker (Trainer)
- Elke Bein(-Prout)
- Petra Brzezinski
- Gabi Grundmann
- Gudrun Joho
- Norbert Jontza
- Waltraud Kreienhoop
- Ingeborg Lange
- Petra Lihl
- Bärbel Manthey
- Susanne Mischok
- Gitta Packhäuser
- Jana Rackebrand
- Angelika Rauch
- Manfred Würdemann (Betreuer)
- Marion Zedowitz

### Trainer seit 2007
| Name               | von  | bis  |
| ------------------ | ---- | ---- |
| Frank Schwalenberg | 2007 | 2007 |
| Birte Brüggemann   | 2007 | 2013 |
| Chadia Freyhat     | 2013 | 2015 |
| Steffen Rau        | 2015 | 2017 |
| Carmen Roth        | 2017 | 2019 |
| Alexander Kluge    | 2019 | 2021 |
| Thomas Horsch      | 2021 | 2025 |
| Friederike Kromp   | 2025 |      |

## Erfolge
- Meister der zweiten Bundesliga: 2017 (N), 2020
- Norddeutscher Meister: 2009
- Bremer Meister: 1974, 2008, 2009, 2010, 2011
- Bremer Pokalsieger: 2008, 2009, 2010

## Statistik
| Saison | Liga                | Platz | S  | U | N  | Tore  | Diff. | Punkte | DFB-Pokal          |
| --- | ------------------- | ----- | -- | - | -- | ----- | ----- | ------ | ------------------ |
| 2007/08 | Verbandsliga Bremen | 1.    | 20 | 0 | 0  | 162:0 | +162  | 60     | nicht qualifiziert |
| 2008/09 | Regionalliga Nord   | 1.    | 16 | 4 | 2  | 76:23 | +53   | 52     | 2. Runde           |
| 2009/10 | 2. Bundesliga Nord  | 7.    | 8  | 5 | 9  | 29:37 | −8    | 29     | Achtelfinale       |
| 2010/11 | 2. Bundesliga Nord  | 5.    | 11 | 3 | 8  | 43:36 | +6    | 36     | 2. Runde           |
| 2011/12 | 2. Bundesliga Nord  | 5.    | 9  | 4 | 9  | 38:37 | +1    | 31     | Achtelfinale       |
| 2012/13 | 2. Bundesliga Nord  | 5.    | 13 | 3 | 6  | 54:32 | +22   | 42     | Achtelfinale       |
| 2013/14 | 2. Bundesliga Nord  | 3.    | 11 | 1 | 10 | 60:38 | +22   | 34     | Viertelfinale      |
| 2014/15 | 2. Bundesliga Nord  | 2.    | 16 | 1 | 5  | 71:25 | +46   | 49     | 2. Runde           |
| 2015/16 | 1. Bundesliga       | 11.   | 3  | 4 | 15 | 17:53 | −36   | 13     | Viertelfinale      |
| 2016/17 | 2. Bundesliga Nord  | 1.    | 19 | 2 | 1  | 96:19 | +77   | 59     | Viertelfinale      |
| 2017/18 | 1. Bundesliga       | 10.   | 3  | 5 | 14 | 26:59 | −33   | 14     | Achtelfinale       |
| 2018/19 | 1. Bundesliga       | 11.   | 4  | 4 | 14 | 23:48 | −25   | 16     | Achtelfinale       |
| 2019/20 | 2. Bundesliga       | 1.    | 12 | 4 | 0  | 45:13 | +32   | 40     | Achtelfinale       |
| 2020/21 | 1. Bundesliga       | 9.    | 6  | 1 | 15 | 23:67 | −44   | 19     | Viertelfinale      |
| 2021/22 | 1. Bundesliga       | 9.    | 4  | 6 | 12 | 9:46  | −37   | 18     | Achtelfinale       |
| 2022/23 | 1. Bundesliga       | 8.    | 5  | 6 | 11 | 16:39 | −23   | 21     | Achtelfinale       |
| 2023/24 | 1. Bundesliga       | 7.    | 8  | 4 | 10 | 34:31 | +3    | 28     | Achtelfinale       |
| 2024/25 | 1. Bundesliga       | 7.    | 9  | 2 | 11 | 28:39 | −11   | 29     | Finale             |
| 2025/26 | 1. Bundesliga       |       |    |   |    |       |       |        | 1. Runde           |
| Anmerkung: Grün unterlegte Spielzeiten kennzeichnen einen Aufstieg, rot unterlegte Spielzeiten einen Abstieg. |                     |       |    |   |    |       |       |        |                    |

### Ligagegner
| Ahlerstedt |

| Andernach |

| Berlin 7 (4 Vereine) |

| Bielefeld |

| Bochum 11 (2 Vereine) |

| Bremen 5 (8 Vereine) |

| Bremerhaven 1 (2 Vereine) |

| Cloppenburg |

| Delmenhorst |

| Duisburg (2 Vereine) |

| Essen |

| Frankfurt am Main (2 Vereine) |

| Freiburg im Breisgau |

| Garbsen 9 |

| Gersten |

| Gütersloh |

| Großefehn 3 |

| Hamburg 2 (3 Vereine) |

| Henstedt-Ulzburg |

| Herford |

| Hohen Neuendorf |

| Ingolstadt |

| Jena (2 Vereine) |

| Jesteburg |

| Kiel |

| Köln |

| Leipzig (3 Vereine) |

| Leverkusen |

| Magdeburg |

| Meppen |

| Mönchen- gladbach |

| München |

| Nürnberg |

| Nahe |

| Oldesloe |

| Osnabrück 10 |

| Potsdam |

| Saarbrücken |

| Sinsheim 12 |

| Varel 4 |

| Vechta 6 |

| Wedemark 8 |

| Willstätt 13 |

| Wolfsburg |

| Ahlerstedt |

| Andernach |

| Berlin 7 (4 Vereine) |

| Bielefeld |

| Bochum 11 (2 Vereine) |

| Bremen 5 (8 Vereine) |

| Bremerhaven 1 (2 Vereine) |

| Cloppenburg |

| Delmenhorst |

| Duisburg (2 Vereine) |

| Essen |

| Frankfurt am Main (2 Vereine) |

| Freiburg im Breisgau |

| Garbsen 9 |

| Gersten |

| Gütersloh |

| Großefehn 3 |

| Hamburg 2 (3 Vereine) |

| Henstedt-Ulzburg |

| Herford |

| Hohen Neuendorf |

| Ingolstadt |

| Jena (2 Vereine) |

| Jesteburg |

| Kiel |

| Köln |

| Leipzig (3 Vereine) |

| Leverkusen |

| Magdeburg |

| Meppen |

| Mönchen- gladbach |

| München |

| Nürnberg |

| Nahe |

| Oldesloe |

| Osnabrück 10 |

| Potsdam |

| Saarbrücken |

| Sinsheim 12 |

| Varel 4 |

| Vechta 6 |

| Wedemark 8 |

| Willstätt 13 |

| Wolfsburg |

| Gegnerbilanzen von Werder Bremen in den Ligen des deutschen Frauenfußballs | Gegnerbilanzen von Werder Bremen in den Ligen des deutschen Frauenfußballs | Gegnerbilanzen von Werder Bremen in den Ligen des deutschen Frauenfußballs | Gegnerbilanzen von Werder Bremen in den Ligen des deutschen Frauenfußballs | Gegnerbilanzen von Werder Bremen in den Ligen des deutschen Frauenfußballs | Gegnerbilanzen von Werder Bremen in den Ligen des deutschen Frauenfußballs | Gegnerbilanzen von Werder Bremen in den Ligen des deutschen Frauenfußballs | Gegnerbilanzen von Werder Bremen in den Ligen des deutschen Frauenfußballs | Gegnerbilanzen von Werder Bremen in den Ligen des deutschen Frauenfußballs |
| --- | -------------------------------------------------------------------------- | -------------------------------------------------------------------------- | -------------------------------------------------------------------------- | -------------------------------------------------------------------------- | -------------------------------------------------------------------------- | -------------------------------------------------------------------------- | -------------------------------------------------------------------------- | -------------------------------------------------------------------------- |
| Werder Bremen trat bis 11. Mai 2025 gegen 63 verschiedene Vereine aus 15 von 16 Bundesländern an. \| Land \| Verein \| Spiele \| S \| U \| N \| Tore \| Diff. \| Spielzeiten \| \| ---------------------- \| ------------------------- \| ------ \| -- \| -- \| -- \| ------- \| ----- \| ------------------------------------------- \| \| Baden-Württemberg \| SC Freiburg \| 16 \| 2 \| 4 \| 10 \| 13:31 \| −18 \| 2015/16, 2017–19, 2020– \| \| Baden-Württemberg \| SC Sand \| 10 \| 4 \| 1 \| 5 \| 8:19 \| −11 \| 2015/16, 2017–19, 2020–22 \| \| Baden-Württemberg \| TSG 1899 Hoffenheim \| 16 \| 1 \| 3 \| 11 \| 7:40 \| −33 \| 2015/16, 2017–19, 2020– \| \| Baden-Württemberg \| TSG 1899 Hoffenheim II \| 1 \| 0 \| 1 \| 0 \| 2:2 \| ±0 \| 2019/20 \| \| Baden-Württemberg \| Gesamt \| 43 \| 7 \| 9 \| 26 \| 30:92 \| −62 \| \| \| Bayern \| FC Bayern München \| 16 \| 0 \| 0 \| 16 \| 4:56 \| −52 \| 2015/16, 2017–19, 2020– \| \| Bayern \| FC Bayern München II \| 2 \| 2 \| 0 \| 0 \| 3:0 \| +3 \| 2019/20 \| \| Bayern \| FC Ingolstadt 04 \| 1 \| 1 \| 0 \| 0 \| 2:0 \| +2 \| 2019/20 \| \| Bayern \| 1. FC Nürnberg \| 2 \| 2 \| 0 \| 0 \| 9:1 \| +8 \| 2023/24, 2025– \| \| Bayern \| Gesamt \| 21 \| 5 \| 0 \| 16 \| 18:57 \| −39 \| \| \| Berlin \| Tennis Borussia Berlin \| 2 \| 2 \| 0 \| 0 \| 5:1 \| +4 \| 2010/11 \| \| Berlin \| 1. FC Lübars \| 10 \| 4 \| 3 \| 3 \| 13:9 \| +4 \| 2010–15 \| \| Berlin \| FC Viktoria 1889 Berlin \| 2 \| 2 \| 0 \| 0 \| 7:1 \| +6 \| 2013/14 \| \| Berlin \| 1. FC Union Berlin \| 4 \| 4 \| 0 \| 0 \| 25:3 \| +22 \| 2014/15, 2016/17, 2025– \| \| Berlin \| Gesamt \| 18 \| 12 \| 3 \| 3 \| 50:14 \| +36 \| \| \| Brandenburg \| Blau-Weiß Hohen Neuendorf \| 8 \| 5 \| 2 \| 1 \| 24:12 \| +12 \| 2009/10, 2012–14, 2016/17 \| \| Brandenburg \| 1. FFC Turbine Potsdam II \| 15 \| 3 \| 2 \| 10 \| 31:37 \| −6 \| 2009–15, 2016/17, 2019/20 \| \| Brandenburg \| 1. FFC Turbine Potsdam \| 14 \| 3 \| 3 \| 7 \| 12:38 \| −26 \| 2015/16, 2017–19, 2020–23, 2024/25 \| \| Brandenburg \| Gesamt \| 37 \| 11 \| 7 \| 18 \| 67:87 \| −20 \| \| \| Bremen \| SC Vahr-Blockdiek \| 2 \| 2 \| 0 \| 0 \| 39:0 \| +39 \| 2007/08 \| \| Bremen \| SG Findorff \| 2 \| 2 \| 0 \| 0 \| 23:0 \| +23 \| 2007/08 \| \| Bremen \| ATSV Sebaldsbrück \| 2 \| 2 \| 0 \| 0 \| 10:0 \| +10 \| 2007/08 \| \| Bremen \| ATS Buntentor \| 2 \| 2 \| 0 \| 0 \| 8:0 \| +8 \| 2007/08 \| \| Bremen \| SC Sparta Bremerhaven \| 2 \| 2 \| 0 \| 0 \| 21:0 \| +21 \| 2007/08 \| \| Bremen \| BTS Neustadt \| 2 \| 2 \| 0 \| 0 \| 5:0 \| +5 \| 2007/08 \| \| Bremen \| TS Woltmershausen \| 2 \| 2 \| 0 \| 0 \| 9:0 \| +9 \| 2007/08 \| \| Bremen \| TV Eiche Horn Bremen \| 2 \| 2 \| 0 \| 0 \| 25:0 \| +25 \| 2007/08 \| \| Bremen \| Geestemünder SC \| 2 \| 2 \| 0 \| 0 \| 11:0 \| +11 \| 2007/08 \| \| Bremen \| SV Weser 08 Bremen \| 2 \| 2 \| 0 \| 0 \| 11:0 \| +11 \| 2007/08 \| \| Bremen \| Gesamt \| 20 \| 20 \| 0 \| 0 \| 162:0 \| +162 \| \| \| Hamburg \| ASV Bergedorf 85 \| 2 \| 1 \| 1 \| 0 \| 6:1 \| +5 \| 2008/09 \| \| Hamburg \| Hamburger SV II \| 4 \| 0 \| 2 \| 2 \| 5:13 \| −8 \| 2009–11 \| \| Hamburg \| Bramfelder SV \| 2 \| 2 \| 0 \| 0 \| 14:1 \| +13 \| 2016/17 \| \| Hamburg \| Hamburger SV \| 0 \| 0 \| 0 \| 0 \| 0:0 \| ±0 \| 2025– \| \| Hamburg \| Gesamt \| 8 \| 3 \| 3 \| 2 \| 25:15 \| +10 \| \| \| Hessen \| 1. FFC Frankfurt \| 6 \| 1 \| 1 \| 4 \| 4:12 \| −8 \| 2015/16, 2017–19 \| \| Hessen \| 1. FFC Frankfurt II \| 1 \| 1 \| 0 \| 0 \| 4:0 \| +4 \| 2019/20 \| \| Hessen \| Eintracht Frankfurt \| 10 \| 2 \| 0 \| 8 \| 5:26 \| −21 \| 2020− \| \| Hessen \| Gesamt \| 17 \| 4 \| 1 \| 12 \| 13:38 \| −25 \| \| \| Mecklenburg-Vorpommern \| − \| 0 \| 0 \| 0 \| 0 \| 0:0 \| ±0 \| \| \| Niedersachsen \| TV Jahn Delmenhorst \| 2 \| 1 \| 1 \| 0 \| 5:4 \| +1 \| 2008/09 \| \| Niedersachsen \| BV Cloppenburg \| 13 \| 8 \| 2 \| 3 \| 28:11 \| +17 \| 2008/09, 2010–13, 2014/15, 2016/17, 2019/20 \| \| Niedersachsen \| FC Jesteburg-Bendestorf \| 2 \| 2 \| 0 \| 0 \| 10:4 \| +6 \| 2008/09 \| \| Niedersachsen \| TSG Burg Gretesch \| 2 \| 2 \| 0 \| 0 \| 5:1 \| +4 \| 2008/09 \| \| Niedersachsen \| TuS Büppel \| 2 \| 2 \| 0 \| 0 \| 9:0 \| +9 \| 2008/09 \| \| Niedersachsen \| SV Ahlerstedt/Ottendorf \| 2 \| 1 \| 0 \| 1 \| 7:2 \| +5 \| 2008/09 \| \| Niedersachsen \| SuS Timmel \| 2 \| 1 \| 1 \| 0 \| 3:1 \| +2 \| 2008/09 \| \| Niedersachsen \| TSV Havelse \| 2 \| 1 \| 1 \| 0 \| 6:3 \| +3 \| 2008/09 \| \| Niedersachsen \| VfL Oythe \| 2 \| 2 \| 0 \| 0 \| 9:0 \| +9 \| 2008/09 \| \| Niedersachsen \| SV Victoria Gersten \| 4 \| 2 \| 0 \| 2 \| 5:7 \| −2 \| 2009–11 \| \| Niedersachsen \| SV Meppen \| 15 \| 8 \| 1 \| 6 \| 31:17 \| +14 \| 2011–15, 2016/17, 2019–21, 2022/23 \| \| Niedersachsen \| Mellendorfer TV \| 2 \| 2 \| 0 \| 0 \| 11:6 \| +5 \| 2011/12 \| \| Niedersachsen \| VfL Wolfsburg II \| 7 \| 5 \| 1 \| 1 \| 16:7 \| +9 \| 2013–15, 2016/17, 2019/20 \| \| Niedersachsen \| VfL Wolfsburg \| 16 \| 0 \| 1 \| 15 \| 10:61 \| −51 \| 2015/16, 2017–19, 2020– \| \| Niedersachsen \| Gesamt \| 73 \| 37 \| 8 \| 28 \| 155:124 \| +31 \| \| \| Nordrhein-Westfalen \| FSV Gütersloh 2009 \| 13 \| 7 \| 0 \| 6 \| 32:25 \| +7 \| 2009–12, 2013–15, 2016/17, 2019/20 \| \| Nordrhein-Westfalen \| SG Wattenscheid 09 \| 2 \| 2 \| 0 \| 0 \| 4:1 \| +3 \| 2009/10 \| \| Nordrhein-Westfalen \| Herforder SV \| 10 \| 3 \| 2 \| 5 \| 25:18 \| +7 \| 2009/10, 2011–14, 2016/17 \| \| Nordrhein-Westfalen \| FCR 2001 Duisburg II \| 2 \| 2 \| 0 \| 0 \| 6:2 \| +4 \| 2011/12 \| \| Nordrhein-Westfalen \| VfL Bochum \| 2 \| 1 \| 0 \| 1 \| 6:6 \| ±0 \| 2014/15 \| \| Nordrhein-Westfalen \| 1. FC Köln \| 12 \| 6 \| 3 \| 3 \| 28:12 \| +16 \| 2015/16, 2017/18, 2021− \| \| Nordrhein-Westfalen \| Bayer 04 Leverkusen \| 14 \| 4 \| 3 \| 7 \| 13:27 \| −14 \| 2015/16, 2018/19, 2020− \| \| Nordrhein-Westfalen \| SGS Essen \| 16 \| 4 \| 7 \| 5 \| 14:26 \| −12 \| 2015/16, 2017–19, 2020– \| \| Nordrhein-Westfalen \| Arminia Bielefeld \| 3 \| 3 \| 0 \| 0 \| 11:5 \| +6 \| 2016/17, 2019/20 \| \| Nordrhein-Westfalen \| MSV Duisburg \| 10 \| 7 \| 1 \| 2 \| 21:11 \| +10 \| 2017–19, 2020/21, 2022–24 \| \| Nordrhein-Westfalen \| Borussia Mönchengladbach \| 4 \| 2 \| 2 \| 0 \| 12:4 \| +8 \| 2018–20 \| \| Nordrhein-Westfalen \| Gesamt \| 88 \| 41 \| 18 \| 29 \| 172:137 \| +35 \| \| \| Rheinland-Pfalz \| SG 99 Andernach \| 1 \| 1 \| 0 \| 0 \| 3:0 \| +3 \| 2019/20 \| \| Rheinland-Pfalz \| Gesamt \| 1 \| 1 \| 0 \| 0 \| 3:0 \| +3 \| \| \| Saarland \| 1. FC Saarbrücken \| 2 \| 2 \| 0 \| 0 \| 9:1 \| +8 \| 2019/20 \| \| Saarland \| Gesamt \| 2 \| 2 \| 0 \| 0 \| 9:1 \| +8 \| \| \| Sachsen \| 1. FC Lokomotive Leipzig \| 6 \| 1 \| 1 \| 4 \| 9:15 \| −6 \| 2009–11, 2012/13 \| \| Sachsen \| FFV Leipzig \| 4 \| 3 \| 0 \| 1 \| 13:6 \| +7 \| 2013–15 \| \| Sachsen \| RB Leipzig \| 4 \| 1 \| 1 \| 2 \| 7:7 \| ±0 \| 2023− \| \| Sachsen \| Gesamt \| 14 \| 5 \| 2 \| 7 \| 29:28 \| +1 \| \| \| Sachsen-Anhalt \| Magdeburger FFC \| 12 \| 9 \| 1 \| 2 \| 31:6 \| +25 \| 2009–15 \| \| Sachsen-Anhalt \| Gesamt \| 12 \| 9 \| 1 \| 2 \| 31:6 \| +25 \| \| \| Schleswig-Holstein \| TSV Nahe \| 2 \| 2 \| 0 \| 0 \| 11:3 \| +8 \| 2008/09 \| \| Schleswig-Holstein \| FFC Oldesloe 2000 \| 8 \| 4 \| 1 \| 3 \| 11:8 \| +3 \| 2009–13 \| \| Schleswig-Holstein \| Holstein Kiel \| 8 \| 6 \| 2 \| 0 \| 21:5 \| +16 \| 2009–11, 2012/13, 2014/15 \| \| Schleswig-Holstein \| SV Henstedt-Ulzburg \| 2 \| 2 \| 0 \| 0 \| 7:0 \| +7 \| 2016/17 \| \| Schleswig-Holstein \| Gesamt \| 20 \| 14 \| 3 \| 3 \| 50:16 \| +34 \| \| \| Thüringen \| FF USV Jena II \| 6 \| 3 \| 1 \| 2 \| 14:7 \| +7 \| 2011–14 \| \| Thüringen \| FF USV Jena \| 4 \| 0 \| 2 \| 2 \| 4:6 \| −2 \| 2015/16, 2017/18 \| \| Thüringen \| FC Carl Zeiss Jena \| 4 \| 2 \| 1 \| 1 \| 5:3 \| +2 \| 2021/22, 2024− \| \| Thüringen \| Gesamt \| 14 \| 5 \| 4 \| 5 \| 23:16 \| +7 \| \| |                                                                            |                                                                            |                                                                            |                                                                            |                                                                            |                                                                            |                                                                            |                                                                            |
| Land | Verein                                                                     | Spiele                                                                     | S                                                                          | U                                                                          | N                                                                          | Tore                                                                       | Diff.                                                                      | Spielzeiten                                                                |
| Baden-Württemberg | SC Freiburg                                                                | 16                                                                         | 2                                                                          | 4                                                                          | 10                                                                         | 13:31                                                                      | −18                                                                        | 2015/16, 2017–19, 2020–                                                    |
| Baden-Württemberg | SC Sand                                                                    | 10                                                                         | 4                                                                          | 1                                                                          | 5                                                                          | 8:19                                                                       | −11                                                                        | 2015/16, 2017–19, 2020–22                                                  |
| Baden-Württemberg | TSG 1899 Hoffenheim                                                        | 16                                                                         | 1                                                                          | 3                                                                          | 11                                                                         | 7:40                                                                       | −33                                                                        | 2015/16, 2017–19, 2020–                                                    |
| Baden-Württemberg | TSG 1899 Hoffenheim II                                                     | 1                                                                          | 0                                                                          | 1                                                                          | 0                                                                          | 2:2                                                                        | ±0                                                                         | 2019/20                                                                    |
| Baden-Württemberg | Gesamt                                                                     | 43                                                                         | 7                                                                          | 9                                                                          | 26                                                                         | 30:92                                                                      | −62                                                                        |                                                                            |
| Bayern | FC Bayern München                                                          | 16                                                                         | 0                                                                          | 0                                                                          | 16                                                                         | 4:56                                                                       | −52                                                                        | 2015/16, 2017–19, 2020–                                                    |
| Bayern | FC Bayern München II                                                       | 2                                                                          | 2                                                                          | 0                                                                          | 0                                                                          | 3:0                                                                        | +3                                                                         | 2019/20                                                                    |
| Bayern | FC Ingolstadt 04                                                           | 1                                                                          | 1                                                                          | 0                                                                          | 0                                                                          | 2:0                                                                        | +2                                                                         | 2019/20                                                                    |
| Bayern | 1. FC Nürnberg                                                             | 2                                                                          | 2                                                                          | 0                                                                          | 0                                                                          | 9:1                                                                        | +8                                                                         | 2023/24, 2025–                                                             |
| Bayern | Gesamt                                                                     | 21                                                                         | 5                                                                          | 0                                                                          | 16                                                                         | 18:57                                                                      | −39                                                                        |                                                                            |
| Berlin | Tennis Borussia Berlin                                                     | 2                                                                          | 2                                                                          | 0                                                                          | 0                                                                          | 5:1                                                                        | +4                                                                         | 2010/11                                                                    |
| Berlin | 1. FC Lübars                                                               | 10                                                                         | 4                                                                          | 3                                                                          | 3                                                                          | 13:9                                                                       | +4                                                                         | 2010–15                                                                    |
| Berlin | FC Viktoria 1889 Berlin                                                    | 2                                                                          | 2                                                                          | 0                                                                          | 0                                                                          | 7:1                                                                        | +6                                                                         | 2013/14                                                                    |
| Berlin | 1. FC Union Berlin                                                         | 4                                                                          | 4                                                                          | 0                                                                          | 0                                                                          | 25:3                                                                       | +22                                                                        | 2014/15, 2016/17, 2025–                                                    |
| Berlin | Gesamt                                                                     | 18                                                                         | 12                                                                         | 3                                                                          | 3                                                                          | 50:14                                                                      | +36                                                                        |                                                                            |
| Brandenburg | Blau-Weiß Hohen Neuendorf                                                  | 8                                                                          | 5                                                                          | 2                                                                          | 1                                                                          | 24:12                                                                      | +12                                                                        | 2009/10, 2012–14, 2016/17                                                  |
| Brandenburg | 1. FFC Turbine Potsdam II                                                  | 15                                                                         | 3                                                                          | 2                                                                          | 10                                                                         | 31:37                                                                      | −6                                                                         | 2009–15, 2016/17, 2019/20                                                  |
| Brandenburg | 1. FFC Turbine Potsdam                                                     | 14                                                                         | 3                                                                          | 3                                                                          | 7                                                                          | 12:38                                                                      | −26                                                                        | 2015/16, 2017–19, 2020–23, 2024/25                                         |
| Brandenburg | Gesamt                                                                     | 37                                                                         | 11                                                                         | 7                                                                          | 18                                                                         | 67:87                                                                      | −20                                                                        |                                                                            |
| Bremen | SC Vahr-Blockdiek                                                          | 2                                                                          | 2                                                                          | 0                                                                          | 0                                                                          | 39:0                                                                       | +39                                                                        | 2007/08                                                                    |
| Bremen | SG Findorff                                                                | 2                                                                          | 2                                                                          | 0                                                                          | 0                                                                          | 23:0                                                                       | +23                                                                        | 2007/08                                                                    |
| Bremen | ATSV Sebaldsbrück                                                          | 2                                                                          | 2                                                                          | 0                                                                          | 0                                                                          | 10:0                                                                       | +10                                                                        | 2007/08                                                                    |
| Bremen | ATS Buntentor                                                              | 2                                                                          | 2                                                                          | 0                                                                          | 0                                                                          | 8:0                                                                        | +8                                                                         | 2007/08                                                                    |
| Bremen | SC Sparta Bremerhaven                                                      | 2                                                                          | 2                                                                          | 0                                                                          | 0                                                                          | 21:0                                                                       | +21                                                                        | 2007/08                                                                    |
| Bremen | BTS Neustadt                                                               | 2                                                                          | 2                                                                          | 0                                                                          | 0                                                                          | 5:0                                                                        | +5                                                                         | 2007/08                                                                    |
| Bremen | TS Woltmershausen                                                          | 2                                                                          | 2                                                                          | 0                                                                          | 0                                                                          | 9:0                                                                        | +9                                                                         | 2007/08                                                                    |
| Bremen | TV Eiche Horn Bremen                                                       | 2                                                                          | 2                                                                          | 0                                                                          | 0                                                                          | 25:0                                                                       | +25                                                                        | 2007/08                                                                    |
| Bremen | Geestemünder SC                                                            | 2                                                                          | 2                                                                          | 0                                                                          | 0                                                                          | 11:0                                                                       | +11                                                                        | 2007/08                                                                    |
| Bremen | SV Weser 08 Bremen                                                         | 2                                                                          | 2                                                                          | 0                                                                          | 0                                                                          | 11:0                                                                       | +11                                                                        | 2007/08                                                                    |
| Bremen | Gesamt                                                                     | 20                                                                         | 20                                                                         | 0                                                                          | 0                                                                          | 162:0                                                                      | +162                                                                       |                                                                            |
| Hamburg | ASV Bergedorf 85                                                           | 2                                                                          | 1                                                                          | 1                                                                          | 0                                                                          | 6:1                                                                        | +5                                                                         | 2008/09                                                                    |
| Hamburg | Hamburger SV II                                                            | 4                                                                          | 0                                                                          | 2                                                                          | 2                                                                          | 5:13                                                                       | −8                                                                         | 2009–11                                                                    |
| Hamburg | Bramfelder SV                                                              | 2                                                                          | 2                                                                          | 0                                                                          | 0                                                                          | 14:1                                                                       | +13                                                                        | 2016/17                                                                    |
| Hamburg | Hamburger SV                                                               | 0                                                                          | 0                                                                          | 0                                                                          | 0                                                                          | 0:0                                                                        | ±0                                                                         | 2025–                                                                      |
| Hamburg | Gesamt                                                                     | 8                                                                          | 3                                                                          | 3                                                                          | 2                                                                          | 25:15                                                                      | +10                                                                        |                                                                            |
| Hessen | 1. FFC Frankfurt                                                           | 6                                                                          | 1                                                                          | 1                                                                          | 4                                                                          | 4:12                                                                       | −8                                                                         | 2015/16, 2017–19                                                           |
| Hessen | 1. FFC Frankfurt II                                                        | 1                                                                          | 1                                                                          | 0                                                                          | 0                                                                          | 4:0                                                                        | +4                                                                         | 2019/20                                                                    |
| Hessen | Eintracht Frankfurt                                                        | 10                                                                         | 2                                                                          | 0                                                                          | 8                                                                          | 5:26                                                                       | −21                                                                        | 2020−                                                                      |
| Hessen | Gesamt                                                                     | 17                                                                         | 4                                                                          | 1                                                                          | 12                                                                         | 13:38                                                                      | −25                                                                        |                                                                            |
| Mecklenburg-Vorpommern | −                                                                          | 0                                                                          | 0                                                                          | 0                                                                          | 0                                                                          | 0:0                                                                        | ±0                                                                         |                                                                            |
| Niedersachsen | TV Jahn Delmenhorst                                                        | 2                                                                          | 1                                                                          | 1                                                                          | 0                                                                          | 5:4                                                                        | +1                                                                         | 2008/09                                                                    |
| Niedersachsen | BV Cloppenburg                                                             | 13                                                                         | 8                                                                          | 2                                                                          | 3                                                                          | 28:11                                                                      | +17                                                                        | 2008/09, 2010–13, 2014/15, 2016/17, 2019/20                                |
| Niedersachsen | FC Jesteburg-Bendestorf                                                    | 2                                                                          | 2                                                                          | 0                                                                          | 0                                                                          | 10:4                                                                       | +6                                                                         | 2008/09                                                                    |
| Niedersachsen | TSG Burg Gretesch                                                          | 2                                                                          | 2                                                                          | 0                                                                          | 0                                                                          | 5:1                                                                        | +4                                                                         | 2008/09                                                                    |
| Niedersachsen | TuS Büppel                                                                 | 2                                                                          | 2                                                                          | 0                                                                          | 0                                                                          | 9:0                                                                        | +9                                                                         | 2008/09                                                                    |
| Niedersachsen | SV Ahlerstedt/Ottendorf                                                    | 2                                                                          | 1                                                                          | 0                                                                          | 1                                                                          | 7:2                                                                        | +5                                                                         | 2008/09                                                                    |
| Niedersachsen | SuS Timmel                                                                 | 2                                                                          | 1                                                                          | 1                                                                          | 0                                                                          | 3:1                                                                        | +2                                                                         | 2008/09                                                                    |
| Niedersachsen | TSV Havelse                                                                | 2                                                                          | 1                                                                          | 1                                                                          | 0                                                                          | 6:3                                                                        | +3                                                                         | 2008/09                                                                    |
| Niedersachsen | VfL Oythe                                                                  | 2                                                                          | 2                                                                          | 0                                                                          | 0                                                                          | 9:0                                                                        | +9                                                                         | 2008/09                                                                    |
| Niedersachsen | SV Victoria Gersten                                                        | 4                                                                          | 2                                                                          | 0                                                                          | 2                                                                          | 5:7                                                                        | −2                                                                         | 2009–11                                                                    |
| Niedersachsen | SV Meppen                                                                  | 15                                                                         | 8                                                                          | 1                                                                          | 6                                                                          | 31:17                                                                      | +14                                                                        | 2011–15, 2016/17, 2019–21, 2022/23                                         |
| Niedersachsen | Mellendorfer TV                                                            | 2                                                                          | 2                                                                          | 0                                                                          | 0                                                                          | 11:6                                                                       | +5                                                                         | 2011/12                                                                    |
| Niedersachsen | VfL Wolfsburg II                                                           | 7                                                                          | 5                                                                          | 1                                                                          | 1                                                                          | 16:7                                                                       | +9                                                                         | 2013–15, 2016/17, 2019/20                                                  |
| Niedersachsen | VfL Wolfsburg                                                              | 16                                                                         | 0                                                                          | 1                                                                          | 15                                                                         | 10:61                                                                      | −51                                                                        | 2015/16, 2017–19, 2020–                                                    |
| Niedersachsen | Gesamt                                                                     | 73                                                                         | 37                                                                         | 8                                                                          | 28                                                                         | 155:124                                                                    | +31                                                                        |                                                                            |
| Nordrhein-Westfalen | FSV Gütersloh 2009                                                         | 13                                                                         | 7                                                                          | 0                                                                          | 6                                                                          | 32:25                                                                      | +7                                                                         | 2009–12, 2013–15, 2016/17, 2019/20                                         |
| Nordrhein-Westfalen | SG Wattenscheid 09                                                         | 2                                                                          | 2                                                                          | 0                                                                          | 0                                                                          | 4:1                                                                        | +3                                                                         | 2009/10                                                                    |
| Nordrhein-Westfalen | Herforder SV                                                               | 10                                                                         | 3                                                                          | 2                                                                          | 5                                                                          | 25:18                                                                      | +7                                                                         | 2009/10, 2011–14, 2016/17                                                  |
| Nordrhein-Westfalen | FCR 2001 Duisburg II                                                       | 2                                                                          | 2                                                                          | 0                                                                          | 0                                                                          | 6:2                                                                        | +4                                                                         | 2011/12                                                                    |
| Nordrhein-Westfalen | VfL Bochum                                                                 | 2                                                                          | 1                                                                          | 0                                                                          | 1                                                                          | 6:6                                                                        | ±0                                                                         | 2014/15                                                                    |
| Nordrhein-Westfalen | 1. FC Köln                                                                 | 12                                                                         | 6                                                                          | 3                                                                          | 3                                                                          | 28:12                                                                      | +16                                                                        | 2015/16, 2017/18, 2021−                                                    |
| Nordrhein-Westfalen | Bayer 04 Leverkusen                                                        | 14                                                                         | 4                                                                          | 3                                                                          | 7                                                                          | 13:27                                                                      | −14                                                                        | 2015/16, 2018/19, 2020−                                                    |
| Nordrhein-Westfalen | SGS Essen                                                                  | 16                                                                         | 4                                                                          | 7                                                                          | 5                                                                          | 14:26                                                                      | −12                                                                        | 2015/16, 2017–19, 2020–                                                    |
| Nordrhein-Westfalen | Arminia Bielefeld                                                          | 3                                                                          | 3                                                                          | 0                                                                          | 0                                                                          | 11:5                                                                       | +6                                                                         | 2016/17, 2019/20                                                           |
| Nordrhein-Westfalen | MSV Duisburg                                                               | 10                                                                         | 7                                                                          | 1                                                                          | 2                                                                          | 21:11                                                                      | +10                                                                        | 2017–19, 2020/21, 2022–24                                                  |
| Nordrhein-Westfalen | Borussia Mönchengladbach                                                   | 4                                                                          | 2                                                                          | 2                                                                          | 0                                                                          | 12:4                                                                       | +8                                                                         | 2018–20                                                                    |
| Nordrhein-Westfalen | Gesamt                                                                     | 88                                                                         | 41                                                                         | 18                                                                         | 29                                                                         | 172:137                                                                    | +35                                                                        |                                                                            |
| Rheinland-Pfalz | SG 99 Andernach                                                            | 1                                                                          | 1                                                                          | 0                                                                          | 0                                                                          | 3:0                                                                        | +3                                                                         | 2019/20                                                                    |
| Rheinland-Pfalz | Gesamt                                                                     | 1                                                                          | 1                                                                          | 0                                                                          | 0                                                                          | 3:0                                                                        | +3                                                                         |                                                                            |
| Saarland | 1. FC Saarbrücken                                                          | 2                                                                          | 2                                                                          | 0                                                                          | 0                                                                          | 9:1                                                                        | +8                                                                         | 2019/20                                                                    |
| Saarland | Gesamt                                                                     | 2                                                                          | 2                                                                          | 0                                                                          | 0                                                                          | 9:1                                                                        | +8                                                                         |                                                                            |
| Sachsen | 1. FC Lokomotive Leipzig                                                   | 6                                                                          | 1                                                                          | 1                                                                          | 4                                                                          | 9:15                                                                       | −6                                                                         | 2009–11, 2012/13                                                           |
| Sachsen | FFV Leipzig                                                                | 4                                                                          | 3                                                                          | 0                                                                          | 1                                                                          | 13:6                                                                       | +7                                                                         | 2013–15                                                                    |
| Sachsen | RB Leipzig                                                                 | 4                                                                          | 1                                                                          | 1                                                                          | 2                                                                          | 7:7                                                                        | ±0                                                                         | 2023−                                                                      |
| Sachsen | Gesamt                                                                     | 14                                                                         | 5                                                                          | 2                                                                          | 7                                                                          | 29:28                                                                      | +1                                                                         |                                                                            |
| Sachsen-Anhalt | Magdeburger FFC                                                            | 12                                                                         | 9                                                                          | 1                                                                          | 2                                                                          | 31:6                                                                       | +25                                                                        | 2009–15                                                                    |
| Sachsen-Anhalt | Gesamt                                                                     | 12                                                                         | 9                                                                          | 1                                                                          | 2                                                                          | 31:6                                                                       | +25                                                                        |                                                                            |
| Schleswig-Holstein | TSV Nahe                                                                   | 2                                                                          | 2                                                                          | 0                                                                          | 0                                                                          | 11:3                                                                       | +8                                                                         | 2008/09                                                                    |
| Schleswig-Holstein | FFC Oldesloe 2000                                                          | 8                                                                          | 4                                                                          | 1                                                                          | 3                                                                          | 11:8                                                                       | +3                                                                         | 2009–13                                                                    |
| Schleswig-Holstein | Holstein Kiel                                                              | 8                                                                          | 6                                                                          | 2                                                                          | 0                                                                          | 21:5                                                                       | +16                                                                        | 2009–11, 2012/13, 2014/15                                                  |
| Schleswig-Holstein | SV Henstedt-Ulzburg                                                        | 2                                                                          | 2                                                                          | 0                                                                          | 0                                                                          | 7:0                                                                        | +7                                                                         | 2016/17                                                                    |
| Schleswig-Holstein | Gesamt                                                                     | 20                                                                         | 14                                                                         | 3                                                                          | 3                                                                          | 50:16                                                                      | +34                                                                        |                                                                            |
| Thüringen | FF USV Jena II                                                             | 6                                                                          | 3                                                                          | 1                                                                          | 2                                                                          | 14:7                                                                       | +7                                                                         | 2011–14                                                                    |
| Thüringen | FF USV Jena                                                                | 4                                                                          | 0                                                                          | 2                                                                          | 2                                                                          | 4:6                                                                        | −2                                                                         | 2015/16, 2017/18                                                           |
| Thüringen | FC Carl Zeiss Jena                                                         | 4                                                                          | 2                                                                          | 1                                                                          | 1                                                                          | 5:3                                                                        | +2                                                                         | 2021/22, 2024−                                                             |
| Thüringen | Gesamt                                                                     | 14                                                                         | 5                                                                          | 4                                                                          | 5                                                                          | 23:16                                                                      | +7                                                                         |                                                                            |

### Pokalspiele und -gegner
| 2008/09 | 1. Runde      | Blau-Weiß Hohen Neuendorf (II) | 2:1 (H)                   |
| 2008/09 | 2. Runde      | FCR 2001 Duisburg (I)          | 1:10 (H)                  |
| 2009/10 | 1. Runde      | ATS Buntentor (IV)             | 8:0 (A)                   |
| 2009/10 | 2. Runde      | Blau-Weiß Hohen Neuendorf (II) | 2:1 (H)                   |
| 2009/10 | Achtelfinale  | FSV Gütersloh 2009 (II)        | 1:5 (H)                   |
| 2010/11 | 1. Runde      | TuRa Meldorf (IV)              | 2:0 (A)                   |
| 2010/11 | 2. Runde      | FSV Gütersloh 2009 (II)        | 2:3 (H)                   |
| 2011/12 | 1. Runde      | FC Riepsdorf (IV)              | 1:0 (A)                   |
| 2011/12 | 2. Runde      | SV Meppen (II)                 | 1:0 n. V. (A)             |
| 2011/12 | Achtelfinale  | FSV Gütersloh 2009 (II)        | 1:2 n. V. (A)             |
| 2012/13 | 1. Runde      | SG LVB Leipzig (IV)            | 9:0 (A)                   |
| 2012/13 | 2. Runde      | Magdeburger FFC (II)           | 3:0 (A)                   |
| 2012/13 | Achtelfinale  | FF USV Jena (I)                | 1:4 (H)                   |
| 2013/14 | 1. Runde      | 1. FC Recklinghausen (III)     | 14:1 (A)                  |
| 2013/14 | 2. Runde      | 1. FC Lübars (II)              | 2:1 (A)                   |
| 2013/14 | Achtelfinale  | VfL Bochum (II)                | 3:1 (H)                   |
| 2013/14 | Viertelfinale | 1. FFC Frankfurt (I)           | 0:8 (H)                   |
| 2014/15 | 1. Runde      | Hallescher FC (III)            | 5:0 (A)                   |
| 2014/15 | 2. Runde      | SGS Essen (I)                  | 1:5 (A)                   |
| 2015/16 | 1. Runde      | VfL Bochum (III)               | 3:0 (A)                   |
| 2015/16 | 2. Runde      | TuRa Meldorf (IV)              | 8:0 (A)                   |
| 2015/16 | Achtelfinale  | SV Meppen (II)                 | 3:1 (A)                   |
| 2015/16 | Viertelfinale | FC Bayern München (I)          | 0:3 n. V. (H)             |
| 2016/17 | 1. Runde      | Holstein Kiel (III)            | 15:0 (A)                  |
| 2016/17 | 2. Runde      | 1. FFC Turbine Potsdam (I)     | 1:1 n. V. (H) (5:4 i. E.) |
| 2016/17 | Achtelfinale  | TSG 1899 Hoffenheim (I)        | 1:0 (H)                   |
| 2016/17 | Viertelfinale | SC Sand (I)                    | 0:1 (H)                   |
| 2017/18 | 1. Runde      | TSV Jahn Calden (IV)           | 2:1 (A)                   |
| 2017/18 | 2. Runde      | TSV Limmer (III)               | 6:1 (A)                   |
| 2017/18 | Achtelfinale  | SGS Essen (I)                  | 0:5 (H)                   |
| 2018/19 | 2. Runde      | TSV Jahn Calden (III)          | 4:1 (A)                   |
| 2018/19 | Achtelfinale  | FC Bayern München (I)          | 0:3 (A)                   |
| 2019/20 | 2. Runde      | Walddörfer SV (III)            | 4:1 (A)                   |
| 2019/20 | Achtelfinale  | SC Sand (I)                    | 0:2 (H)                   |
| 2020/21 | 1. Runde      | Borussia Mönchengladbach (II)  | 5:0 (A)                   |
| 2020/21 | 2. Runde      | SC Fortuna Köln (IV)           | 2:0 (A)                   |
| 2020/21 | Achtelfinale  | SV Meppen (I)                  | 2:2 n. V. (H) (5:3 i. E.) |
| 2020/21 | Viertelfinale | VfL Wolfsburg (I)              | 0:7 (A)                   |
| 2021/22 | 2. Runde      | Borussia Bocholt (II)          | 1:0 (A)                   |
| 2021/22 | Achtelfinale  | SC Sand (I)                    | 0:1 (H)                   |
| 2022/23 | 2. Runde      | SV Henstedt-Ulzburg (III)      | 3:0 (A)                   |
| 2022/23 | Achtelfinale  | SGS Essen (I)                  | 0:1 (A)                   |
| 2023/24 | 2. Runde      | Borussia Mönchengladbach (II)  | 3:0 (A)                   |
| 2023/24 | Achtelfinale  | VfL Wolfsburg (I)              | 0:5 (A)                   |
| 2024/25 | 2. Runde      | Arminia Bielefeld (III)        | 4:0 (A)                   |
| 2024/25 | Achtelfinale  | SC Fortuna Köln (III)          | 3:0 (A)                   |
| 2024/25 | Viertelfinale | Bayer 04 Leverkusen (I)        | 1:0 (A)                   |
| 2024/25 | Halbfinale    | Hamburger SV (II)              | 3:1 n. V. (A)             |
| 2024/25 | Finale        | FC Bayern München (I)          | 2:4 in Köln               |
| 2025/26 | 1. Runde      | SC Victoria Hamburg (III)      | –:– (A)                   |

| Berlin 3 |

| Bielefeld |

| Bocholt |

| Bochum |

| Bremen 2 |

| Calden |

| Duisburg |

| Essen |

| Frankfurt am Main |

| Gütersloh |

| Halle (Saale) |

| Hamburg 1 (3 Vereine) |

| Hannover 4 |

| Henstedt-Ulzburg |

| Hohen Neuendorf |

| Jena |

| Kiel |

| Köln |

| Leipzig |

| Leverkusen |

| Magdeburg |

| Meldorf |

| Meppen |

| Mönchengladbach |

| München |

| Potsdam |

| Recklinghausen |

| Riepsdorf |

| Sinsheim 5 |

| Willstätt 6 |

| Wolfsburg |

| Berlin 3 |

| Bielefeld |

| Bocholt |

| Bochum |

| Bremen 2 |

| Calden |

| Duisburg |

| Essen |

| Frankfurt am Main |

| Gütersloh |

| Halle (Saale) |

| Hamburg 1 (3 Vereine) |

| Hannover 4 |

| Henstedt-Ulzburg |

| Hohen Neuendorf |

| Jena |

| Kiel |

| Köln |

| Leipzig |

| Leverkusen |

| Magdeburg |

| Meldorf |

| Meppen |

| Mönchengladbach |

| München |

| Potsdam |

| Recklinghausen |

| Riepsdorf |

| Sinsheim 5 |

| Willstätt 6 |

| Wolfsburg |

| Gegnerbilanzen von Werder Bremen im DFB-Pokal der Frauen | Gegnerbilanzen von Werder Bremen im DFB-Pokal der Frauen | Gegnerbilanzen von Werder Bremen im DFB-Pokal der Frauen | Gegnerbilanzen von Werder Bremen im DFB-Pokal der Frauen | Gegnerbilanzen von Werder Bremen im DFB-Pokal der Frauen | Gegnerbilanzen von Werder Bremen im DFB-Pokal der Frauen | Gegnerbilanzen von Werder Bremen im DFB-Pokal der Frauen | Gegnerbilanzen von Werder Bremen im DFB-Pokal der Frauen | Gegnerbilanzen von Werder Bremen im DFB-Pokal der Frauen              |
| --- | -------------------------------------------------------- | -------------------------------------------------------- | -------------------------------------------------------- | -------------------------------------------------------- | -------------------------------------------------------- | -------------------------------------------------------- | -------------------------------------------------------- | --------------------------------------------------------------------- |
| Werder Bremen trat bis 1. Mai 2025 gegen 31 verschiedene Vereine aus 13 von 16 Bundesländern an. \| Land \| Verein \| Spiele \| S \| U \| N \| Tore \| Diff. \| Wettbewerb \| \| ---------------------- \| ------------------------- \| ------ \| -- \| - \| - \| ----- \| ----- \| --------------------------------------------------------------------- \| \| Baden-Württemberg \| TSG 1899 Hoffenheim \| 1 \| 1 \| 0 \| 0 \| 1:0 \| +1 \| 2016/17 (Achtelfinale) \| \| Baden-Württemberg \| SC Sand \| 3 \| 0 \| 0 \| 3 \| 0:4 \| −4 \| 2016/17 (Viertelfinale) 2019/20 (Achtelfinale) 2021/22 (Achtelfinale) \| \| Baden-Württemberg \| Gesamt \| 4 \| 1 \| 0 \| 3 \| 1:4 \| −3 \| \| \| Bayern \| FC Bayern München \| 3 \| 0 \| 0 \| 3 \| 2:10 \| −8 \| 2015/16 (Viertelfinale) 2018/19 (Achtelfinale) 2024/25 (Finale) \| \| Bayern \| Gesamt \| 3 \| 0 \| 0 \| 3 \| 2:10 \| −8 \| \| \| Berlin \| 1. FC Lübars \| 1 \| 1 \| 0 \| 0 \| 2:1 \| +1 \| 2013/14 (2. Runde) \| \| Berlin \| Gesamt \| 1 \| 1 \| 0 \| 0 \| 2:1 \| +1 \| \| \| Brandenburg \| Blau-Weiß Hohen Neuendorf \| 2 \| 2 \| 0 \| 0 \| 4:2 \| +2 \| 2008/09 (1. Runde) 2009/10 (2. Runde) \| \| Brandenburg \| 1. FFC Turbine Potsdam \| 1 \| 0 \| 1 \| 0 \| 1:1 \| ±0 \| 2016/17 (2. Runde) \| \| Brandenburg \| Gesamt \| 3 \| 2 \| 1 \| 0 \| 5:3 \| +2 \| \| \| Bremen \| ATS Buntentor \| 1 \| 1 \| 0 \| 0 \| 8:0 \| +8 \| 2009/10 (1. Runde) \| \| Bremen \| Gesamt \| 1 \| 1 \| 0 \| 0 \| 8:0 \| +8 \| \| \| Hamburg \| Walddörfer SV \| 1 \| 1 \| 0 \| 0 \| 4:1 \| +3 \| 2019/20 (2. Runde) \| \| Hamburg \| Hamburger SV \| 1 \| 1 \| 0 \| 0 \| 3:1 \| +2 \| 2024/25 (Halbfinale) \| \| Hamburg \| Gesamt \| 2 \| 2 \| 0 \| 0 \| 7:2 \| +5 \| \| \| Hessen \| 1. FFC Frankfurt \| 1 \| 0 \| 0 \| 1 \| 0:8 \| −8 \| 2013/14 (Viertelfinale) \| \| Hessen \| TSV Jahn Calden \| 2 \| 2 \| 0 \| 0 \| 6:2 \| +4 \| 2017/18 (1. Runde) 2018/19 (2. Runde) \| \| Hessen \| Gesamt \| 3 \| 2 \| 0 \| 1 \| 6:10 \| −4 \| \| \| Mecklenburg-Vorpommern \| − \| 0 \| 0 \| 0 \| 0 \| 0:0 \| ±0 \| \| \| Niedersachsen \| SV Meppen \| 3 \| 2 \| 1 \| 0 \| 6:3 \| +3 \| 2011/12 (2. Runde) 2015/16 (Achtelfinale) 2020/21 (Achtelfinale) \| \| Niedersachsen \| TSV Limmer \| 1 \| 1 \| 0 \| 0 \| 6:1 \| +5 \| 2017/18 (2. Runde) \| \| Niedersachsen \| VfL Wolfsburg \| 2 \| 0 \| 0 \| 2 \| 0:12 \| −12 \| 2020/21 (Viertelfinale) 2023/24 (Achtelfinale) \| \| Niedersachsen \| Gesamt \| 6 \| 3 \| 1 \| 2 \| 12:16 \| −4 \| \| \| Nordrhein-Westfalen \| FCR 2001 Duisburg \| 1 \| 0 \| 0 \| 1 \| 1:10 \| −9 \| 2008/09 (2. Runde) \| \| Nordrhein-Westfalen \| FSV Gütersloh 2009 \| 3 \| 0 \| 0 \| 3 \| 4:10 \| −6 \| 2009/10 (Achtelfinale) 2010/11 (2. Runde) 2011/12 (Achtelfinale) \| \| Nordrhein-Westfalen \| 1. FC Recklinghausen \| 1 \| 1 \| 0 \| 0 \| 14:1 \| +13 \| 2013/14 (1. Runde) \| \| Nordrhein-Westfalen \| VfL Bochum \| 2 \| 2 \| 0 \| 0 \| 6:1 \| +5 \| 2013/14 (Achtelfinale) 2015/16 (1. Runde) \| \| Nordrhein-Westfalen \| SGS Essen \| 3 \| 0 \| 0 \| 3 \| 1:11 \| −10 \| 2014/15 (2. Runde) 2017/18 (Achtelfinale) 2022/23 (Achtelfinale) \| \| Nordrhein-Westfalen \| Borussia Mönchengladbach \| 2 \| 2 \| 0 \| 0 \| 8:0 \| +8 \| 2020/21 (1. Runde) 2023/24 (2. Runde) \| \| Nordrhein-Westfalen \| SC Fortuna Köln \| 2 \| 2 \| 0 \| 0 \| 5:0 \| +5 \| 2020/21 (2. Runde) 2024/25 (Achtelfinale) \| \| Nordrhein-Westfalen \| Borussia Bocholt \| 1 \| 1 \| 0 \| 0 \| 1:0 \| +1 \| 2021/22 (2. Runde) \| \| Nordrhein-Westfalen \| Arminia Bielefeld \| 1 \| 1 \| 0 \| 0 \| 4:0 \| +4 \| 2024/25 (2. Runde) \| \| Nordrhein-Westfalen \| Bayer 04 Leverkusen \| 1 \| 1 \| 0 \| 0 \| 1:0 \| +1 \| 2024/25 (Viertelfinale) \| \| Nordrhein-Westfalen \| Gesamt \| 17 \| 10 \| 0 \| 7 \| 45:33 \| +12 \| \| \| Rheinland-Pfalz \| − \| 0 \| 0 \| 0 \| 0 \| 0:0 \| ±0 \| \| \| Saarland \| − \| 0 \| 0 \| 0 \| 0 \| 0:0 \| ±0 \| \| \| Sachsen \| SG LVB Leipzig \| 1 \| 1 \| 0 \| 0 \| 9:0 \| +9 \| 2012/13 (1. Runde) \| \| Sachsen \| Gesamt \| 1 \| 1 \| 0 \| 0 \| 9:0 \| +9 \| \| \| Sachsen-Anhalt \| Magdeburger FFC \| 1 \| 1 \| 0 \| 0 \| 3:0 \| +3 \| 2012/13 (2. Runde) \| \| Sachsen-Anhalt \| Hallescher FC \| 1 \| 1 \| 0 \| 0 \| 5:0 \| +5 \| 2014/15 (1. Runde) \| \| Sachsen-Anhalt \| Gesamt \| 2 \| 2 \| 0 \| 0 \| 8:0 \| +8 \| \| \| Schleswig-Holstein \| TuRa Meldorf \| 2 \| 2 \| 0 \| 0 \| 10:0 \| +10 \| 2010/11 (1. Runde) 2015/16 (2. Runde) \| \| Schleswig-Holstein \| FC Riepsdorf \| 1 \| 1 \| 0 \| 0 \| 1:0 \| +1 \| 2011/12 (1. Runde) \| \| Schleswig-Holstein \| Holstein Kiel \| 1 \| 1 \| 0 \| 0 \| 15:0 \| +15 \| 2016/17 (1. Runde) \| \| Schleswig-Holstein \| SV Henstedt-Ulzburg \| 1 \| 1 \| 0 \| 0 \| 3:0 \| +3 \| 2022/23 (2. Runde) \| \| Schleswig-Holstein \| Gesamt \| 5 \| 5 \| 0 \| 0 \| 29:0 \| +29 \| \| \| Thüringen \| FF USV Jena \| 1 \| 0 \| 0 \| 1 \| 1:4 \| −3 \| 2012/13 (Achtelfinale) \| \| Thüringen \| Gesamt \| 1 \| 0 \| 0 \| 1 \| 1:4 \| −3 \| \| |                                                          |                                                          |                                                          |                                                          |                                                          |                                                          |                                                          |                                                                       |
| Land | Verein                                                   | Spiele                                                   | S                                                        | U                                                        | N                                                        | Tore                                                     | Diff.                                                    | Wettbewerb                                                            |
| Baden-Württemberg | TSG 1899 Hoffenheim                                      | 1                                                        | 1                                                        | 0                                                        | 0                                                        | 1:0                                                      | +1                                                       | 2016/17 (Achtelfinale)                                                |
| Baden-Württemberg | SC Sand                                                  | 3                                                        | 0                                                        | 0                                                        | 3                                                        | 0:4                                                      | −4                                                       | 2016/17 (Viertelfinale) 2019/20 (Achtelfinale) 2021/22 (Achtelfinale) |
| Baden-Württemberg | Gesamt                                                   | 4                                                        | 1                                                        | 0                                                        | 3                                                        | 1:4                                                      | −3                                                       |                                                                       |
| Bayern | FC Bayern München                                        | 3                                                        | 0                                                        | 0                                                        | 3                                                        | 2:10                                                     | −8                                                       | 2015/16 (Viertelfinale) 2018/19 (Achtelfinale) 2024/25 (Finale)       |
| Bayern | Gesamt                                                   | 3                                                        | 0                                                        | 0                                                        | 3                                                        | 2:10                                                     | −8                                                       |                                                                       |
| Berlin | 1. FC Lübars                                             | 1                                                        | 1                                                        | 0                                                        | 0                                                        | 2:1                                                      | +1                                                       | 2013/14 (2. Runde)                                                    |
| Berlin | Gesamt                                                   | 1                                                        | 1                                                        | 0                                                        | 0                                                        | 2:1                                                      | +1                                                       |                                                                       |
| Brandenburg | Blau-Weiß Hohen Neuendorf                                | 2                                                        | 2                                                        | 0                                                        | 0                                                        | 4:2                                                      | +2                                                       | 2008/09 (1. Runde) 2009/10 (2. Runde)                                 |
| Brandenburg | 1. FFC Turbine Potsdam                                   | 1                                                        | 0                                                        | 1                                                        | 0                                                        | 1:1                                                      | ±0                                                       | 2016/17 (2. Runde)                                                    |
| Brandenburg | Gesamt                                                   | 3                                                        | 2                                                        | 1                                                        | 0                                                        | 5:3                                                      | +2                                                       |                                                                       |
| Bremen | ATS Buntentor                                            | 1                                                        | 1                                                        | 0                                                        | 0                                                        | 8:0                                                      | +8                                                       | 2009/10 (1. Runde)                                                    |
| Bremen | Gesamt                                                   | 1                                                        | 1                                                        | 0                                                        | 0                                                        | 8:0                                                      | +8                                                       |                                                                       |
| Hamburg | Walddörfer SV                                            | 1                                                        | 1                                                        | 0                                                        | 0                                                        | 4:1                                                      | +3                                                       | 2019/20 (2. Runde)                                                    |
| Hamburg | Hamburger SV                                             | 1                                                        | 1                                                        | 0                                                        | 0                                                        | 3:1                                                      | +2                                                       | 2024/25 (Halbfinale)                                                  |
| Hamburg | Gesamt                                                   | 2                                                        | 2                                                        | 0                                                        | 0                                                        | 7:2                                                      | +5                                                       |                                                                       |
| Hessen | 1. FFC Frankfurt                                         | 1                                                        | 0                                                        | 0                                                        | 1                                                        | 0:8                                                      | −8                                                       | 2013/14 (Viertelfinale)                                               |
| Hessen | TSV Jahn Calden                                          | 2                                                        | 2                                                        | 0                                                        | 0                                                        | 6:2                                                      | +4                                                       | 2017/18 (1. Runde) 2018/19 (2. Runde)                                 |
| Hessen | Gesamt                                                   | 3                                                        | 2                                                        | 0                                                        | 1                                                        | 6:10                                                     | −4                                                       |                                                                       |
| Mecklenburg-Vorpommern | −                                                        | 0                                                        | 0                                                        | 0                                                        | 0                                                        | 0:0                                                      | ±0                                                       |                                                                       |
| Niedersachsen | SV Meppen                                                | 3                                                        | 2                                                        | 1                                                        | 0                                                        | 6:3                                                      | +3                                                       | 2011/12 (2. Runde) 2015/16 (Achtelfinale) 2020/21 (Achtelfinale)      |
| Niedersachsen | TSV Limmer                                               | 1                                                        | 1                                                        | 0                                                        | 0                                                        | 6:1                                                      | +5                                                       | 2017/18 (2. Runde)                                                    |
| Niedersachsen | VfL Wolfsburg                                            | 2                                                        | 0                                                        | 0                                                        | 2                                                        | 0:12                                                     | −12                                                      | 2020/21 (Viertelfinale) 2023/24 (Achtelfinale)                        |
| Niedersachsen | Gesamt                                                   | 6                                                        | 3                                                        | 1                                                        | 2                                                        | 12:16                                                    | −4                                                       |                                                                       |
| Nordrhein-Westfalen | FCR 2001 Duisburg                                        | 1                                                        | 0                                                        | 0                                                        | 1                                                        | 1:10                                                     | −9                                                       | 2008/09 (2. Runde)                                                    |
| Nordrhein-Westfalen | FSV Gütersloh 2009                                       | 3                                                        | 0                                                        | 0                                                        | 3                                                        | 4:10                                                     | −6                                                       | 2009/10 (Achtelfinale) 2010/11 (2. Runde) 2011/12 (Achtelfinale)      |
| Nordrhein-Westfalen | 1. FC Recklinghausen                                     | 1                                                        | 1                                                        | 0                                                        | 0                                                        | 14:1                                                     | +13                                                      | 2013/14 (1. Runde)                                                    |
| Nordrhein-Westfalen | VfL Bochum                                               | 2                                                        | 2                                                        | 0                                                        | 0                                                        | 6:1                                                      | +5                                                       | 2013/14 (Achtelfinale) 2015/16 (1. Runde)                             |
| Nordrhein-Westfalen | SGS Essen                                                | 3                                                        | 0                                                        | 0                                                        | 3                                                        | 1:11                                                     | −10                                                      | 2014/15 (2. Runde) 2017/18 (Achtelfinale) 2022/23 (Achtelfinale)      |
| Nordrhein-Westfalen | Borussia Mönchengladbach                                 | 2                                                        | 2                                                        | 0                                                        | 0                                                        | 8:0                                                      | +8                                                       | 2020/21 (1. Runde) 2023/24 (2. Runde)                                 |
| Nordrhein-Westfalen | SC Fortuna Köln                                          | 2                                                        | 2                                                        | 0                                                        | 0                                                        | 5:0                                                      | +5                                                       | 2020/21 (2. Runde) 2024/25 (Achtelfinale)                             |
| Nordrhein-Westfalen | Borussia Bocholt                                         | 1                                                        | 1                                                        | 0                                                        | 0                                                        | 1:0                                                      | +1                                                       | 2021/22 (2. Runde)                                                    |
| Nordrhein-Westfalen | Arminia Bielefeld                                        | 1                                                        | 1                                                        | 0                                                        | 0                                                        | 4:0                                                      | +4                                                       | 2024/25 (2. Runde)                                                    |
| Nordrhein-Westfalen | Bayer 04 Leverkusen                                      | 1                                                        | 1                                                        | 0                                                        | 0                                                        | 1:0                                                      | +1                                                       | 2024/25 (Viertelfinale)                                               |
| Nordrhein-Westfalen | Gesamt                                                   | 17                                                       | 10                                                       | 0                                                        | 7                                                        | 45:33                                                    | +12                                                      |                                                                       |
| Rheinland-Pfalz | −                                                        | 0                                                        | 0                                                        | 0                                                        | 0                                                        | 0:0                                                      | ±0                                                       |                                                                       |
| Saarland | −                                                        | 0                                                        | 0                                                        | 0                                                        | 0                                                        | 0:0                                                      | ±0                                                       |                                                                       |
| Sachsen | SG LVB Leipzig                                           | 1                                                        | 1                                                        | 0                                                        | 0                                                        | 9:0                                                      | +9                                                       | 2012/13 (1. Runde)                                                    |
| Sachsen | Gesamt                                                   | 1                                                        | 1                                                        | 0                                                        | 0                                                        | 9:0                                                      | +9                                                       |                                                                       |
| Sachsen-Anhalt | Magdeburger FFC                                          | 1                                                        | 1                                                        | 0                                                        | 0                                                        | 3:0                                                      | +3                                                       | 2012/13 (2. Runde)                                                    |
| Sachsen-Anhalt | Hallescher FC                                            | 1                                                        | 1                                                        | 0                                                        | 0                                                        | 5:0                                                      | +5                                                       | 2014/15 (1. Runde)                                                    |
| Sachsen-Anhalt | Gesamt                                                   | 2                                                        | 2                                                        | 0                                                        | 0                                                        | 8:0                                                      | +8                                                       |                                                                       |
| Schleswig-Holstein | TuRa Meldorf                                             | 2                                                        | 2                                                        | 0                                                        | 0                                                        | 10:0                                                     | +10                                                      | 2010/11 (1. Runde) 2015/16 (2. Runde)                                 |
| Schleswig-Holstein | FC Riepsdorf                                             | 1                                                        | 1                                                        | 0                                                        | 0                                                        | 1:0                                                      | +1                                                       | 2011/12 (1. Runde)                                                    |
| Schleswig-Holstein | Holstein Kiel                                            | 1                                                        | 1                                                        | 0                                                        | 0                                                        | 15:0                                                     | +15                                                      | 2016/17 (1. Runde)                                                    |
| Schleswig-Holstein | SV Henstedt-Ulzburg                                      | 1                                                        | 1                                                        | 0                                                        | 0                                                        | 3:0                                                      | +3                                                       | 2022/23 (2. Runde)                                                    |
| Schleswig-Holstein | Gesamt                                                   | 5                                                        | 5                                                        | 0                                                        | 0                                                        | 29:0                                                     | +29                                                      |                                                                       |
| Thüringen | FF USV Jena                                              | 1                                                        | 0                                                        | 0                                                        | 1                                                        | 1:4                                                      | −3                                                       | 2012/13 (Achtelfinale)                                                |
| Thüringen | Gesamt                                                   | 1                                                        | 0                                                        | 0                                                        | 1                                                        | 1:4                                                      | −3                                                       |                                                                       |

## Kinofilm
Das erste Jahr der Bremerinnen wurde filmisch begleitet und erschien 2009 als regionaler Kinofilm und später auf DVD unter dem Namen Einsteigerinnen – Ein Jahr für Werder Bremen.